# Ptilodactyla laoensis
Ptilodactyla laoensis is een keversoort uit de familie Ptilodactylidae. De wetenschappelijke naam van de soort is voor het eerst geldig gepubliceerd in 1926 door Pic.